# Vickers Vulcan
Il Vickers Vulcan era un aereo di linea, biplano, costruito dall'azienda britannica Vickers Limited nel corso degli anni venti del XX secolo. Poteva trasportare fino a otto passeggeri; costruito in otto esemplari, rimase in servizio tra il 1922 ed il 1928.

## Storia del progetto
Il progetto del Vulcan ebbe inizio nel corso del 1921 ed il primo esemplare venne portato in volo per la prima volta alla fine di aprile del 1922. Il nuovo velivolo, pur presentandosi in configurazione monomotore, manteneva diverse delle caratteristiche strutturali che avevano caratterizzato la produzione della Vickers nel dopoguerra, riprendendo diverse soluzioni già viste nel bombardiere Vimy.
Il progetto, che internamente all'azienda costruttrice venne identificato come Type 61, prevedeva l'impiego di motori Rolls-Royce Eagle residuati dall'impiego bellico, al fine di ridurre il prezzo finale di vendita. L'impiego di questo motore, relativamente potente, unitamente alla considerevole apertura alare garantivano al velivolo velocità moderate e corse brevi nelle delicate fasi di decollo ed atterraggio, caratteristiche apprezzate dalla stampa di settore.
Il primo esemplare venne acquistato dalla compagnia britannica Instone Air Line che, all'inizio del giugno 1922, lo impiegò trasportando sei passeggeri da Londra a Parigi.

## Tecnica
Il Vulcan era un biplano caratterizzato dalla fusoliera di sezione ovale e dalle dimensioni generose: occupava interamente lo spazio tra le ali che, a loro volta, erano di identiche dimensioni. Sui lati la fusoliera presentava ampie vetrature che consentivano un'ottima visuale ai passeggeri.
All'estremità di prua, sopra al vano motore, era ricavato l'abitacolo (privo di copertura) che alloggiava un solo pilota. Il carrello era di tipo triciclo posteriore, fisso. Gli impennaggi erano anch'essi di tipo biplano.
I primi cinque esemplari del Vulcan vennero equipaggiati con il motore Rolls-Royce Eagle ma, a causa delle prestazioni non soddisfacenti, nei tre esemplari successivi la propulsione fu affidata al 12 cilindri a W Napier Lion.

## Impiego operativo
Il Vulcan venne utilizzato, oltre che dalla già citata Instone, anche dalla Imperial Airways, mentre risulta che un esemplare venduto all'australiana Qantas sia stato rifiutato a causa delle insoddisfacenti prestazioni.
Proprio per questa ragione, come già accennato, la Vickers provvide a modificare il velivolo mediante l'installazione del motore Napier Lion, negli ultimi due esemplari di produzione (mutandone la denominazione interna in Type 74).
Venne realizzato anche un esemplare in versione cargo (Type 63) che la Vickers presentò all'Air Ministry per l'impiego come velivolo da trasporto militare. Non ottenendo successo, la Vickers provvide a riportare il velivolo allo standard da trasporto passeggeri; l'esemplare in questione andò a far parte della flotta della Imperial Airways.

## Versioni
- Vulcan (Type 61): cinque esemplari per trasporto passeggeri, realizzati con motore V-12 Rolls-Royce Eagle.
- Vulcan (Type 63): un esemplare per trasporto merci, proposto alla Royal Air Force; non ottenendo ordini d'acquisto riconvertito al trasporto passeggeri.
- Vulcan (Type 74): due velivoli motorizzati con un W-12 Napier Lion.

I dati relativi alle versioni sono tratti da "Enciclopedia l'Aviazione".

## Utilizzatori
Regno Unito
- Imperial Airways
- Instone Air Lines

### Pubblicazioni
- (EN) The Vickers "Vulcan" - Eight-passenger commercial biplane, in Flight, 4 maggio 1922. URL consultato il 12 marzo 2011.